# Jared Hasselhoff
Jared Victor Hennigan, mer känd under sitt artistnamn Evil Jared Hasselhoff, född 5 augusti 1971 i Philadelphia i Pennsylvania, är basist i Bloodhound Gang.
Hennigan har medverkat flera gånger i "Viva la Bam" med Bam Margera och hans vänner.

## Fotnoter
- Wikimedia Commons har media som rör Jared Hasselhoff.